# Ranunculus pawlowskii
Ranunculus pawlowskii är en ranunkelväxtart som beskrevs av Jasiew.. Ranunculus pawlowskii ingår i släktet ranunkler, och familjen ranunkelväxter. Inga underarter finns listade i Catalogue of Life.